# ییورم برکوویچ
ییورم برکوویچ (صربی: Јеврем Брковић؛ ‏ ۲۹ دسامبر ۱۹۳۳ – ۲۴ ژانویهٔ ۲۰۲۱) شاعر، نویسنده، روزنامه نگار، دگراندیش و مورخ اهل مونته نگرو بود.